# Louis Braille
Louis Braille (født 4. januar 1809, død 6. januar 1852) var en en fransk blindepædagog, der selv var blind. Han blev blind som 3-årig i 1812. Som voksen fik han stor betydning som pædagog og for blindes muligheder for at blive rehabiliteret og klare sig i uddannelse og arbejde. Det gjorde han i kraft af punktskriften, som han opfandt. 
Han udviklede punktskriften i perioden 1821-29  også kendt som Braille-alfabetet. Punktskriften  blev siden et internationalt skriftsystem for blinde og svagtseende. Punktskriften læses ved at lade ens finger passere hen over tegnene som består af en til seks (forhøjede) prikker på papiret.
Det er blevet konverteret til stort set alle kendte sprog og tilpasset deres alfabeter og skrifttegn for seende.
Derudover kan punktskriften bruges til tal, matematiske symboler, noder m.m.

## Biografi
Braille blev født i Coupvray lidt øst for Paris, Frankrig. Hans far, Simon-René Braille, var sadelmager. Da Braille var tre år gammel, kom han til skade på sit venstre øje med en kniv til læder fra hans fars sadelmagerværksted. Dette ledte til en infektion af det venstre øje, kompliceret af sympatisk ophthalmitis (en tilstand hvor immunsystemet også ødelagde hans højre øje). Braille var totalt blind da han var 4 år. Trods sit handicap fortsatte han med at gå i skole indtil han skulle lære at læse og skrive.
Da han var ti år gammel, fik Braille et stipendium til Institution Royale des Jeunes Aveugles (Det kongelige institut for unge blinde) i Paris. Dette stipendium blev hans billet væk fra den normale skæbne for blinde - at leve som tigger i Paris' gader. Forholdene på skolen var imidlertid ikke gode. Skolens grundlægger Valentin Haüy (1745-1822) havde drevet den i en human ånd, men i 1816 var den barske militærlæge Sebastien Guillé (1780-1865) blevet indsat som forstander. Braille og skolens øvrige elever levede af vand og brød og de blev slået og låst inde som straf ved forskellige lejligheder.
På skolen blev børnene undervist i læsning og skrivning og uddannet indenfor basale håndværk som kunne varetages af blinde såsom børstenbinder, væver, måttefletter m.m. Nogle fik også en musikeruddannelse. det gjaldt bl.a. braille selv, der fik arbejde som organist. Undervisningen i læsning foregik ved brug af forhøjede bogstaver, såkaldt "reliefskrift" (et system som var blevet opfundet af skolens grundlægger Valentin Haüy). Eleverne lærte dog ikke at skrive, da bogstaverne blev fremstillet ved at presse typer støbt i bly mod fugtigt papir. 
I 1821 besøgte en tidligere officer ved navn Charles Barbier de la Serre skolen. Barbier fortalte om sin opfindelse som han kaldte natteskrift (écriture nocturne), en kode bestående af tolv hævede prikker som tillod soldater at dele top-hemmelige informationer i mørke ved at føle på papiret. Uheldigvis var koden for svær at lære for soldaterne, og metoden blev derfor afvist af hærens ledelse, men Braille lærte det hurtigt.
Samme år begyndte Braille at arbejde på sin udgave af punktskriften, som han færdiggjorde i en alder af 15 år. Braille brugte kun seks prikker, hvor Barbier havde brugt tolv. En anden forskel var at Barbiers system var baseret på lyde, hvorimod Brailles system repræsenterede bogstaver. Braille-alfabetet frembød utallige fordele overfor Valentin Haüys reliefskrift. Læsehastigheden blev forøget betydeligt, bøgerne med punktskrift var lettere at trykke og fyldte mindre ende de store bøger med reliefbogstaver. Braille udvidede senere systemet til også at inkludere notation for matematik og musik. 
Braille blev en respekteret lærer på instituttet i Paris, hvor han havde været elev. Han var beundret og respekteret af sine studerende, men desværre blev hans Braille-system ikke officielt anerkendt på instituttet mens han levede, selvom det i 1830erne og 1840erne var almindeligt udbredt blandt lærere og elever. Han havde altid været plaget af dårligt helbred, og i 1852 i en alder af 43 år døde han af tuberkulose.
Punktskriften anerkendtes af den franske Nationalforsamling i 1854. Frem mod år 1900 blev den langsomt udbredt store dele af Europa. Belgien og de fransktalende kantoner i Schweiz var de første steder udenfor Frankrig, hvor skriften fandt anvendelse. I Danmark begyndte danske blinde og folk engagerede i blindesagen i 1880erne at trykke bøger med punktskrift, men først i 1905 blev det Blindeinstituttets officielle skrift-system. I løbet af anden halvdel af det 20. århundrede kom resten af verden med.

## Eftermæle
I et stykke tid efter hans død forblev Braille-systemet ubemærket. Dets betydning blev først for alvor anerkendt i 1868, da  en blind engelsk læge doktor Thomas Armitage sammen med en gruppe af fire blinde mænd etablerede the British and Foreign Society for Improving the Embossed Literature of the Blind (senere det Kongelige Nationale Blindeinstitut (en.: Royal National Institute of the Blind)), som publicerede bøger i Brailles punktskrift. I 1875 kom den amerikanske udgave af skriften American Braille.
I 1952 hædrede Frankrig Brailles arbejde ved at flytte hans grav fra Coupvray til Panthéon i Paris, dog lod man hans hænder forblive i den stadig eksisterende grav i Coupvray. I dag er Brailles punktskrift som sagt blevet tilpasset til stort set alle større sprog og det er det primære system til skriftlig kommunikation for blinde i hele verden. Det har ikke været muligt  at udvikle et mere enkelt og effektivt skriftsystem.